# Валерий Рюмин
Вале́рий Ви́кторович Рю́мин (род. на 16 август 1939, Комсомолск на Амур) е съветски космонавт – бординженер на космическите кораби (КК) „Союз-25“, „Союз-32“ („Союз-34“), „Союз-35“ („Союз-37“) и орбиталната станция (ОС) „Салют-6“, специалист на полета на мисия STS-91, летец-космонавт на СССР № 41, № 84 в света, летец на СССР, 2 пъти Герой на Съветския съюз.

## Биография
Роден е на 16 август 1939 г. в гр. Комсомолск на Амур в семейството на служещ. По народност е руснак.
След завършване на средното си образование през 1958 г. постъпва във факултета по електроника и електронно-изчислителна техника на Московския лесотехнически институт. Завършва го през 1966 г. и започва работа в „ОКБ-1“ („Конструкторското бюро на Сергей Корольов“). Той участва в разработката на документацията за електрически изпитания на пилотирания кораб „7К-Л1“ за облитане на Луната. През 1972 г. става член на КПСС.
В Отряда на съветските космонавти е от 1973 г., където преминава пълния курс по общокосмическа подготовка, подготовки за полети с космически кораби тип „Союз“ и орбитални станции тип „Салют“.
Извършил три полета в космоса като бординженер и един като специалист на полета.
Първият му полет е от 9 до 11 октомври 1977 г., заедно с командира Владимир Ковальонок с кораба „Союз 25“. В програмата на полета се предвиждало скачване с ОС „Салют-6“ и работа на борда ѝ, но заради неизправност в космическия кораб скачването е отменено, а полетът е прекратен веднага.
В периода 25 февруари – 19 август 1979 г. Валерий Рюмин, заедно с командира на кораба Владимир Ляхов извършва втори космически полет с кораба „Союз 32“ и орбиталния научноизследователски комплекс „Салют-6“ – „Союз“. Към онзи момент, това е най-дългият 175-дневен орбитален полет, по време на който, на 15 август 1979 г., космонавтите Рюмин и Ляхов извършват извънредно излизане в открития космос, поради необходимост да откачат заклинилата се за елемент от конструкцията на станцията антена на космическия радиотелескоп „КРТ-10“, прекарвайки извън кораба 1 час 23 минути. Връщането на Земята става на борда на космическия кораб „Союз 34“.
С Указ на Президиума на Върховния съвет на СССР от 19 август 1979 г. за мъжество и героизъм, проявени по време на полета, на летеца-космонавт Валерий Рюмин е присвоено званието „Герой на Съветския съюз“ с връчване на орден „Ленин“ и медал „Златна звезда“ (№ 11429).
От 9 април до 11 октомври 1980 г. Валерий Рюмин осъществява трети полет с КК „Союз 35“ (командир – Леонид Попов) и орбиталния научноизследователски комплекс „Салют-6“ – „Союз“. Това е поредният рекорд за продължителност на полета – 185 денонощия, по време на който основният екипаж на ОС приема четири посетителски експедиции, в това число три – международни; провежда голям обем различни изследвания, експерименти, а така също и ремонтно-възстановителни работи. При завършването на програмата на полета космонавтите Попов и Рюмин се връщат на Земята с кораба „Союз 37“.
С Указ на Президиума на Върховния съвет на СССР от 11 октомври 1980 г. за успешното осъществяване този полет Рюмин е награден с втори медал „Златна звезда“.
Напуска Отряда на космонавтите на 28 октомври 1987 г. и излиза в пенсия, но работи в Центъра за управление на полетите.
През юли 1997 г. с решение на Държавната междуведомствена комисия (ГМВК) в сътрудничество с NASA, намиращият се в пенсия космонавт Валерий Рюмин, е избран за полета на совалката по програма STS-91. От 5 септември 1997 до юни 1998 г. преминава подготовка в Космическия център „Линдън Джонсън“ в САЩ в състава на екипажа на совалката Дискавъри като специалист на полета.
Четвъртия си полет в космоса, с продължителност 9 денонощия, 19 часа, 55 минути и 1 секунда, 59-годишният Валерий Рюмин извършва в периода от 2 до 12 юни 1998 г. Програмата на полета включва деветото (и последно) скачване с орбиталния комплекс „Мир“.
| Полети и стартове, в които участва Валерий Рюмин                                            | Полети и стартове, в които участва Валерий Рюмин | Полети и стартове, в които участва Валерий Рюмин | Полети и стартове, в които участва Валерий Рюмин | Полети и стартове, в които участва Валерий Рюмин | Полети и стартове, в които участва Валерий Рюмин | Полети и стартове, в които участва Валерий Рюмин |
| Номер п/п                                                                                   | Дата на старта                                   | Космически кораб                                 | Дата на кацане                                   | Космически кораб                                 | Длъжност                                         | Продължителност                                  |
| ------------------------------------------------------------------------------------------- | ------------------------------------------------ | ------------------------------------------------ | ------------------------------------------------ | ------------------------------------------------ | ------------------------------------------------ | ------------------------------------------------ |
| 1                                                                                           | 9 октомври 1977                                  | Союз 25                                          | 11 октомври 1977                                 | Союз 25                                          | Бординженер                                      | 2 денонощия, 0 часа, 44 минути и 45 секунди.     |
| 2                                                                                           | 25 февруари 1979                                 | Союз 32                                          | 22 август 1979                                   | Союз 34                                          | Бординженер                                      | 175 денонощия, 0 часа, 35 минути и 37 секунди.   |
| 3                                                                                           | 9 април 1980                                     | Союз 35                                          | 11 октомври 1980                                 | Союз 37                                          | Бординженер                                      | 184 денонощия, 20 часа, 11 минути и 35 секунди.  |
| 4                                                                                           | 2 юни 1998                                       | Дискавъри, мисия STS-91                          | 12 юни 1998                                      | Дискавъри, мисия STS-91                          | Специалист на мисията                            | 9 денонощия, 19 часа, 55 минути и 1 секунди.     |
| Обща продължителност на престоя в космоса – 371 денонощия, 17 часа, 26 минути и 58 секунди. |                                                  |                                                  |                                                  |                                                  |                                                  |                                                  |

В деня на завършване на четвъртия си полет подполковникът от запаса Валерий Рюмин става отново космонавт-пенсионер.
Съпругата на Рюмин е Елена Кондакова – летец-космонавт на Русия и героиня на Руската федерация.
Награден е с три ордена „Ленин“, орден на Руската федерация „За заслуги към Отечеството“ 4-та степен и медали. Герой на Народна република Унгария, Герой на труда на Социалистическа република Виетнам, Герой на Република Куба. Награден е със златен медал на името на К. Е. Циолковски на Академията на науките на СССР. Почетен член е на Международната академия по астронавтика. Почетен гражданин на Байконур (Казахстан, 1979 г.), Калуга (1980 г.) и Комсомолск на Амур (1981 г.).
В родината му е инсталиран бронзов бюст.
Умира на 6 юни 2022 г. на 83-годишна възраст.

## Награди
- Два пъти Герой на Съветския съюз (19 август 1979, 11 октомври 1980)
- Орден „За заслуги пред Отечеството“ – IV степен (1 юли 1999) – за заслуги пред държавата, високи постижения в производствената дейност и големия принос за укрепване на дружбата и сътрудничеството между народите[1]
- Три ордена „Ленин“ (19 август 1979, 1979, 11 октомври 1980)
- „Герой на Унгарската Народна Република“
- „Герой на труда на Социалистическа Република Виетнам“
- Орден „Хо Ши Мин“ (СРВ)
- „Герой на Куба“
- Национален орден „Плайя Хирон“ (Куба)
- Заслужил майстор на спорта на СССР (1980)
- Златен медал „Константин Циолковски“ на АН на СССР